# The Big Picture
The Big Picture er det 26. studiealbum af den britiske sanger Elton John, udgivet i 1997. Albummet blev produceret af Chris Thomas og indeholder fire singler: "Live Like Horses" (duet med Luciano Pavarotti, men kun på singleudgaven), "Something About the Way You Look Tonight", "Recover Your Soul" og "If the River Can Bend".
Albummet var dedikeret til Elton Johns ven, den populære modedesigner Gianni Versace, der blev myrdet et par måneder inden albummets udgivelse. Albummet var også den sidste til dato produceret af Chris Thomas.

## Indhold
Alle sange er skrevet af Elton John og Bernie Taupin.
| #   | Titel                                     | Længde |
| --- | ----------------------------------------- | ------ |
| 1.  | "Long Way from Happiness"                 | 4:48   |
| 2.  | "Live Like Horses"                        | 5:02   |
| 3.  | "The End Will Come"                       | 4:52   |
| 4.  | "If the River Can Bend"                   | 5:23   |
| 5.  | "Love's Got a Lot to Answer For"          | 5:02   |
| 6.  | "Someting About the Way You Look Tonight" | 5:09   |
| 7.  | "The Big Picture"                         | 3:46   |
| 8.  | "Recover Your Soul"                       | 5:18   |
| 9.  | "January"                                 | 4:02   |
| 10. | "I Can't Steer My Heart Clear of You"     | 4:10   |
| 11. | "Wicked Dreams"                           | 4:39   |

## Medvirkende musikere
- Elton John – piano, orgel, vokal
- Guy Babylon – keyboard
- Bob Birch – basguitar
- Paul Carrack – orgel på "Something About the Way You Look Tonight"
- Davey Johnstone – guitar
- John Jorgenson – guitar
- Charlie Morgan – trommer, percussion
- Matthew Vaughan – keyboard, percussion

## Hitlisteplaceringer
| Hitliste (1997)                   | Placering |
| --------------------------------- | --------- |
| Australien (ARIA Charts)          | 5         |
| Østrig (Ö3 Austria Top 40)        | 1         |
| Belgien (Ultratop Flandern)       | 10        |
| Belgien (Ultratop Vallonien)      | 3         |
| Canada (Canadian Albums Chart)    | 14        |
| Danmark (Tracklisten)             | 2         |
| Nederlandene (MegaCharts)         | 8         |
| Finland (Suomen virallinen lista) | 4         |
| Frankrig (SNEP)                   | 4         |
| Tyskland (Media Control Charts)   | 8         |
| Italien (Hitparade Italia)        | 1         |
| Japan (Oricon)                    | 19        |
| New Zealand (RIANZ)               | 7         |
| Norge (VG-lista)                  | 2         |
| Spanien (PROMUSICAE)              | 5         |
| Sverige (Sverigetopplistan)       | 2         |
| Schweiz (Schweizer Hitparade)     | 1         |
| Storbritannien (UK Albums Chart)  | 3         |
| USA (Billboard 200)               | 9         |